# Berta Collado Rivera
Berta Collado Rivera (Talavera de la Reina, 3 de juliol de 1979) és una presentadora i periodista espanyola.

## Biografia
Tot i que va néixer a Talavera de la Reina (Toledo) el 3 de juliol de 1979 va créixer i viure a la propera localitat de Navalmoral de la Mata (Càceres) per motius laborals dels seus pares.
Ha realitzat treballs de premsa escrita a diverses empreses de comunicació. Començà en el periodisme amb 20 anys, compaginant la seva carrera amb diferents treballs relacionats amb el sector. Només finalitzar la seva carrera marxà fora a realitzar un màster en comunicació televisiva, que era el que sempre havia volgut des que era molt petita.
A més, abans ja havia realitzat un curs a TVE de locució i presentació de programes de televisió i un any d'interpretació. Començà a treballar a la televisió l'any 2004, a la cadena de televisions locals Punto TV, que pertany al grup Vocento.
A Onda 6 fou presentadora de la segona temporada del programa "Do U Play?", dirigit per Nacho Niño. Més tard, el canal de Sony AXN comptà amb ella per al seu programa "Insert Coin".
L'any 2006 copresentà i feu reportatges al programa esportiu de Cuatro, Maracaná 06.
A més ha realitzat treballs de model publicitària per a diferents marques, ha protagonitzat un vídeo de les Forces Armades d'Espanya, ha col·laborat en curts i en alguna sèrie de televisió com "Al salir de clase".
El gener de 2007 va fer de reportera per a Cuatro al programa "U.V.E.".
El 3 de març de 2007 presentà "Esta tarde con esta gente", un programa d'humor que només durà dos caps de setmana.
A partir del 5 de novembre de 2007, s'incorpora al programa de La Sexta "Sé lo que hicisteis..." com a reportera d'esdeveniments polítics i esportius.
A l'octubre de 2008, Berta va protagonitzar la campanya "Somos Extremadura", amb anuncis en solitari i al costat d'altres personatges famosos.
El novembre del 2008, quan va fer un any de la seva incorporació a Sé lo que hicisteis..., Berta va deixar el programa Insert Coin, que presentava des de feia dos anys i mig.
Al febrer de 2009, va aparèixer a la portada de la revista per homes FHM.
El juny de 2009, Berta va ser nomenada la 22a dona més sexy del món pels espanyols votants de la prestigiosa revista FHM, on va aparèixer en la seva portada al febrer. L'estiu del 2009, Berta va tornar a tenir més protagonisme a Sé lo que hicisteis.... Durant les vacances del seu company Dani Mateo, Berta el substitueix fent la secció de notícies "Berta i l'actualitat". I en el mes d'agost, va cobrir les vacances del seu company, Miki Nadal, fent la seva secció.
A principis de 2010, va renovar el seu contracte amb LaSexta ia més de reportatges i esquetxos compta amb una secció diària al plató.
El 25 de febrer de 2010 presentarà, de forma puntual, el programa íntegrament i per primera vegada, substituint a la presentadora Patricia Conde. A partir del 5 de juliol de 2010, Berta va esdevenir la presentadora substituta del programa durant les vacances de Patricia Conde i el programa va passar a anomenar-se Sé lo que hicisteis.. verano.
A l'abril de 2010 es va anunciar durant el Festival de cinema espanyol de Màlaga que protagonitzaria el seu primer film, 'Sin Cita Previa', al costat del seu company televisiu Miki Nadal. El rodatge començaria després de l'estiu, compaginant el programa amb el rodatge i filmant els caps de setmana, però en rebutjar Nadal el paper a la pel·lícula, tal com va anunciar en el seu Twitter, Berta va seguir els passos del seu company i no va a interpretar el paper de protagonista en aquesta pel·lícula.
Ha estat elegida pels lectors de terra.es la millor reportera de la TV. És considerada una de les 10 dones més sexis d'Espanya. Movistar jove la va triar 'La chica de la semana' a l'agost de 2010. A 2010, va ser nomenada l'11a dona més sexy del món i 7a pels espanyols votants de la revista FHM. A l'octubre de 2010 va ser portada de la revista Must! magazine.
Ha estat guardonada amb el premi Top Glamour Dona de l'Any a la millor comunicadora. L'11 de novembre de 2010 va ser reconeguda com a Rostre Revelació 2010.

## Vida personal
Se li coneixen relacions amb l'actor Antonio Velázquez.

## Televisió
- Do U Play (Onda 6)
- Insert Coin (AXN i Sony TV)
- Maracaná 06 (Cuatro)
- U.V.E (Cuatro)
- Como te lo cuento.... (Localia TV)
- El ojo público (La Primera de TVE)
- Esta tarde con esta gente (Cuatro)
- Sé lo que hicisteis... (La Sexta)
- El Club del chiste (Antena 3)
- Museo Coconut (Neox)